# Guillaume Dorel
Guillaume Dorel, ou Guillaume Ier de Boutron, mort en 1174, est seigneur de Boutron, dans le comté de Tripoli.
Dans le milieu du XIIe siècle, il succède au chevalier provençal Raymond d'Agoult en tant que seigneur de Boutron, bien que leur lien de parenté reste inconnu. Il est possiblement son fils, peut-être bâtard, ou encore son gendre. 
Il épouse Étiennette de Milly, fille d'Henri de Milly dit le Buffle, seigneur d'Arabie Pétrée, et d'Agnès Grenier. Ils ont ensemble une fille unique :
- Lucie Dorel (également prénommée Cécilia), qui épouse Plivain de Pise, un riche marchand, et qui hérite de la seigneurie de Boutron.

Il meurt en 1174, et c'est le comte de Tripoli Raymond III qui procède au mariage de sa fille Lucie/Cécilia. Il envisage tout d'abord de la marier à un chevalier flamand du nom de Gérard de Ridefort et de l'investir ainsi de la seigneurie de Boutron, mais un marchand de Pise prénommé Plivain offre la somme de 10 000 Solidus pour pouvoir épouser la jeune fille, ce qui est accepté (la légende raconte que la jeune femme aurait ainsi été échangée contre son poids en or). Resté célibataire Gérard de Ridefort rejoint alors les chevaliers du Temple, dont il deviendra le grand-maître en 1184.
Quant à sa veuve Étiennette de Milly, elle épouse en 1179 en secondes noces Hugues III Embriaco, seigneur du Gibelet, avec qui elle aura plusieurs enfants.